# Abzurdah (película)
Abzurdah es una película argentina dramática y biográfica de 2015 basada en la novela autobiográfica homónima de Cielo Latini. Dirigida por Daniela Goggi, la película está protagonizada por Eugenia Suárez y Esteban Lamothe.

## Sinopsis
Cielo (Eugenia Suárez) es una joven estudiante de la ciudad de La Plata que conoce por internet a un chico diez años mayor que ella, oriundo de Avellaneda, con quien inicia una relación y se enamora perdidamente. Sumergida en un ambiente superficial, sin amigas y en un mundo que poco comprende del universo joven, la relación se vuelve una obsesión para Cielo, una narradora locuaz, incisiva y vertiginosa, que nos conduce por una historia de amor no correspondido donde la opción de dejar de comer se vuelve la ilusión de una vida perfecta. Pero luego,  se muestra como Cielo logró curarse y encontrar la felicidad.

## Reparto
- Eugenia Suárez como Cielo
- Esteban Lamothe como Alejo
- Gloria Carrá como Miriam
- Rafael Spregelburd como Eduardo
- Mirela Payret como Montse
- Paula Kohan como Romina
- Tomás Ottaviano como Federico
- Malena Sánchez como Pilar
- Zoe Hochbaum como Hari
- Fernando Dente como Lucas

## Recepción

### Crítica
Abzurdah recibió críticas mixtas por parte de la crítica especializada. Javier Porta Fouz del diario La Nación señaló en su reseña de la película: «Estamos ante un personaje que existe, que es con claridad, que se impone en situaciones que intensifican aunque no terminan de armar un relato con tensión argumental o con especial fluidez.» Además Juan Pablo Cinelli del diario Página 12 dijo: «Una película que puede compararse a un puñado de arena: contundente, áspera y abundante al comenzar, pero que a medida que el relato avanza no puede evitar escurrirse de a poco entre los dedos.» Por su parte Horacio Bilbao del diario Clarín añade que «El promisorio debut protagónico de la China Suárez (...) y la enrarecida historia de amor que acentúa sus crisis, le permiten a Daniela Goggi (fundamental que dirija una mujer) escapar del cálculo de la comercialización .»
De forma más general, el crítico Ezequiel Boetti del portal Otros Cines dijo: «Es cierto que el cine no es una cuestión de intenciones sino de resultados concretos con forma de imágenes y sonidos plasmados en la pantalla, pero resulta imposible aproximarse a Abzurdah sin pensar que podría haber sido una película mucho mejor de lo que finalmente es.»

### Taquilla
La película resultó un éxito absoluto de taquilla. El día de su estreno fue vista por más de 30 mil espectadores en 122 pantallas. A solo una semana de su estreno la vieron más de 240.000 espectadores, quedando primera en la taquilla nacional y convirtiéndose en la mejor apertura nacional del primer semestre de 2015. Por el momento la película ha sido vista por más de 784,717 personas.

### Home Video
El film se lanzó en formato casero el 28 de octubre del 2015. Fue editado por SP Films y distribuido por Blu Shine SRL. Sus características especiales son audio español 5.1, pantalla wide-screen, subtítulos en inglés y español y región 1 y 4. El DVD incluye como extras el teaser, el tráiler del cine, videoclip del film y making of.
En febrero del 2017, Transeuropa reeditó y lanzó la película con las mismas características del DVD anterior, a excepción de que no incluye el teaser como extra.

## Premios y nominaciones

### Premios Sur
La décima edición de los Premios Sur se llevó a cabo el 24 de noviembre de 2015.
| Año  | Categoría                          | Nominado                                           | Resultado |
| ---- | ---------------------------------- | -------------------------------------------------- | --------- |
| 2015 | Mejor actriz                       | María Eugenia Suárez                               | Nominado  |
| 2015 | Mejor actor                        | Esteban Lamothe                                    | Nominado  |
| 2015 | Mejor actor de reparto             | Rafael Spregelburg                                 | Ganador   |
| 2015 | Mejor actriz de reparto            | Gloria Carrá                                       | Nominado  |
| 2015 | Mejor actriz revelación            | María Eugenia Suárez                               | Ganador   |
| 2015 | Mejor guion adaptado               | Daniela Goggi Alejandro Montiel Alberto Rojas Apel | Nominado  |
| 2015 | Mejor maquillaje y caracterización | Beata Wojtowicz                                    | Nominado  |